# ミッチェル・フォアマン

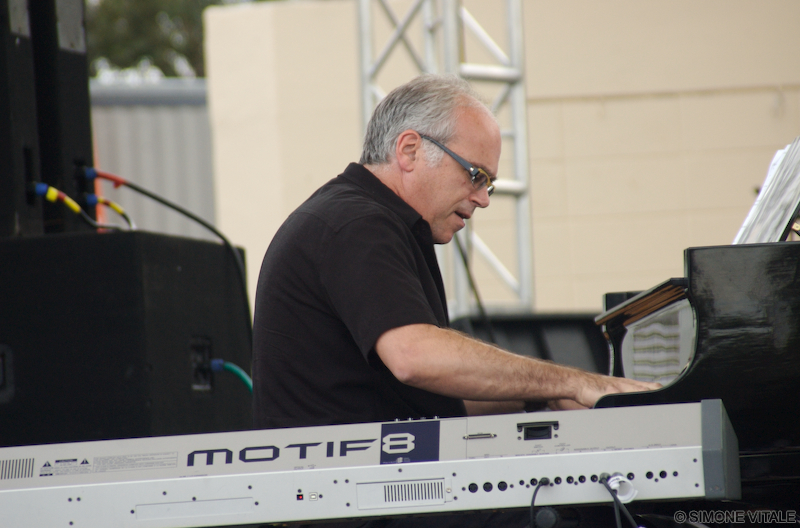
Photo by Simon Vitale

ミッチェル・フォアマン（Mitchel Forman、1956年1月24日 - ）は、現在、南カリフォルニアに在住するジャズ、フュージョンのキーボード奏者である。

## 略歴
ミッチェル・フォアマンは7歳でクラシック・ピアノの勉強を始めた。17歳でマンハッタン音楽学校（MSM）に3年間入学し、ニューヨークのバンドで働き始めた。MSMを卒業後すぐに、彼はジェリー・マリガンとのツアーやレコーディングを始め、マリガンのビッグバンドとカルテットの両方で演奏し、その後はスタン・ゲッツとの仕事を続けた。
1980年、フォアマンのソロ・キャリアはニューポート・ジャズ・フェスティバルでのピアノ演奏から始まった。この録音は彼の最初のアルバム『ミッチェル・フォアマン・ライヴ (Live At Newport 1980)』となった。その後、彼はフィル・ウッズ、カーラ・ブレイ、メル・トーメ、アストラッド・ジルベルトと一緒に道を歩んだ。また、フォアマンは「Soul Note」レーベルのためにソロ・ピアノ・アルバムを2枚録音し、定期的にヨーロッパをツアーした。彼はギタリストのジョン・マクラフリンが再編成したマハヴィシュヌ・オーケストラに1年半にわたって参加し、2枚の精力的なアルバム『マハヴィシュヌ』と『アドヴェンチャーズ・イン・ラジオランド』のレコーディングにも貢献した。その後、フォアマンは元ウェザー・リポートのサックス奏者ウェイン・ショーターのバンドに加わり、ツアーとショーターのアルバム『ファントム・ナビゲーター』に貢献した。
1985年、フォアマンは自分のバンドを率い始め、マゼンタ・レコード（ウィンダム・ヒルの一部門）からアルバム『トレイン・オブ・ソウト』でグループとしてのデビュー作をレコーディングした。同時に彼は、ギタリストのジョン・スコフィールド（『ブルー・マター』）、マイク・スターン（『アップサイド・ダウンサイド』）、マンハッタン・トランスファーのジャニス・シーゲル、デイヴ・サミュエルズ、ダイアン・シューア、ゲイリー・バートン（『リユニオン』）、パット・メセニー、サイモン・フィリップス、ジミー・アール、フレディ・ハバード、サックス奏者ビル・エヴァンス、リッキー・リー・ジョーンズを含むさまざまな有名ジャズや音楽に携わるミュージシャンと仕事を続けた。フォアマンが1992年に手掛けた、ピアニストの故ビル・エヴァンスへのトリビュート・アルバム『マイ・ロマンス - ビル・エバンスに捧ぐ』は特に高く評価された。フォアマンのレコーディング作品のほとんどはフュージョンまたはジャズというジャンルのものだが、1998年のアルバム『Harvest Song』は15曲のソロ・ピアノ曲を特徴としている。
フォアマンは、自分の名前で録音と演奏を続けており、最近になって彼自身のレコード・レーベル「Marsis Jazz」を始動した。最近のリリースには、そのMarsisからの『Mr. Clean』と『Patience』が含まれている。また、ギタリストのチャック・ローブと共同でメトロというバンドを率いている。メトロの5枚のアルバム、デビュー・アルバム『Metro』、続く『Tree People』『メトロカフェ』『グレープヴァイン』『Live At The A-Trane』というアルバムはすべて、高評価を得ている。ドラムのヴォルフガング・ハフナー、ベースのメル・ブラウンを迎えたカルテットは、毎年のようにヨーロッパをツアーしている。フォアマンは自分のグループと並行して、過去3年間、リック・ブラウン・バンドのメンバーであり、新生BWBバンドのメンバーであり、ジェフ・ゴラブの近作となる3枚のCDに参加しており、2006年にはロサンゼルスでドラマーのヴァージル・ドナティと共演した。

## 影響
フォアマンは、オスカー・ピーターソン、ビル・エヴァンス、マッコイ・タイナー、ハービー・ハンコック、キース・ジャレット、チック・コリアを含む多くの伝説的なジャズ・ピアニストを、彼の「最初のヒーローたち」として指摘している。

## ディスコグラフィ

### ソロ・アルバム
- 『ミッチェル・フォアマン・ライヴ』 - Live At Newport 1980 (1980年)
- Childhood Dreams (1982年)
- Only a Memory (1982年)
- 『トレイン・オブ・ソウト』 - Train of Thought (1985年)
- 『ホワット・エルス』 - What Else? (1992年)
- 『マイ・ロマンス - ビル・エバンスに捧ぐ』 - Now & Then: A Tribute to Bill Evans (1992年)
- Hand Made (1993年)
- Harvest Song (1998年)
- 『ペイシェンス』 - Patience (2000年)
- Mr. Clean (2001年) ※ライブ・アルバム。ミッチェル・フォアマン・クインテット名義
- Perspectives (2006年)
- Lost and Found (2010年)
- Sing Along With Mitch (2011年)
- Puzzle (2015年)

### メトロ
- Metro (1994年、Lipstick)
- Tree People (1995年、Lipstick)
- 『メトロカフェ』 - Metrocafé (2000年、Hip Bop)
- 『グレープヴァイン』 - Grapevine (2002年、Silva Screen, Hip Bop)
- Live At The A-Trane (2004年、Marsis Jazz)
- Express (2007年、Marsis Jazz)
- Big Band Boom (2015年、Jazzline)

### 参加アルバム
ゲイリー・バートン
- 『リユニオン』 Reunion (1990年、GRP) ※1989年録音

スタン・ゲッツ
- Billy Highstreet Samba (1990年、EmArcy) ※1981年録音

ダニー・ゴットリーブ
- 『ホワールウィンド (旋風)』 - Whirlwind (1989年)

ジョン・マクラフリン
- 『マハヴィシュヌ』 - Mahavishnu (1984年、Warner Bros.)
- 『アドヴェンチャーズ・イン・ラジオランド』 - Adventures in Radioland (1986年、Relativity)

ジェリー・マリガン
- 『ウォーク・オン・ザ・ウォーター』 - Walk on the Water (1980年、DRG)

ジョン・スコフィールド
- 『ブルー・マター』 - Blue Matter (1987年) ※1986年録音

マイク・スターン
- 『アップサイド・ダウンサイド』 - Upside Downside (1986年)

ディノ・ベッティ
- They Cannot Know (1986年)

アンディ・サマーズ
- 『ワールド・ゴーン・ストレンジ』 - World Gone Strange (1991年、Private Music)
- 『シンエスシィージア』 - Synaesthesia (1995年、CMP)